# Güster
Güster est une commune allemande du Schleswig-Holstein, située dans l'arrondissement du duché de Lauenbourg (Kreis Herzogtum Lauenburg), à dix kilomètres au sud de la ville de Mölln. Güster est l'une des 15 communes de l'Amt Büchen dont le siège est à Büchen.